# تشين وان
تشين وان (بالصينية: 陳云根) هو كاتب صيني، ولد في 8 نوفمبر 1961 في هونغ كونغ في الصين.